# Беззаконня (фільм, 1953)
«Беззаконня» — радянська кольорова короткометражна комедія Костянтина Юдіна за мотивами однойменного оповідання А. П. Чехова, знята на кіностудії «Мосфільм» в 1953 році. Прем'єра відбулася 11 грудня 1953 року.

## Сюжет
Колезький асесор Мігуєв по дорозі додому зустрічає, покоївку Аглаю, що чекає його, з якою мав короткий роман. Аглая вимагає покласти 5 тисяч рублів на її рахунок в банку, а в іншому випадку загрожує підкинути йому їх незаконнонароджену дитину і розповісти про все його дружині. На ганку біля дверей Мігуєва дійсно знайшли немовля. Схопивши «беззаконня», він бродить по нічному місту, безуспішно намагаючись підкинути його сусідам і попутно міркуючи про дитячу долю. Зрештою, в ньому прокидаються батьківські почуття, і Мігуєв йде до дружини з повинною.

## У ролях
- Михайло Яншин —  Мігуєв, колезький асесор
- Лідія Сухаревська —  Анна Пилипівна, дружина Мігуєва
- Тамара Носова —  покоївка Аглая
- Всеволод Санаєв —  двірник Єрмолай
- Ольга Аросєва —  прачка Ксенія
- Георгій Георгіу —  сусід Мігуєва  (немає в титрах)
- Леонід Пирогов —  телеграфіст з гітарою  (немає в титрах)
- Петро Рєпнін —  гравець в карти  (немає в титрах)
- Сергій Кулагін —  гравець в карти  (немає в титрах)

## Знімальна група
- Автор сценарію і режисер-постановник: Костянтин Юдін
- Другий режисер: Володимир Герасимов
- Оператор: Ігор Гелейн
- Художник-постановник: Георгій Турильов
- Композитор: Антоніо Спадавеккіа
- Звукооператор: Сергій Минервін